# If I Didn't Care
My Prayer (en) It's Funny to Everyone But Me
If I Didn't Care est une chanson américaine écrite et composée par Jack Lawrence, interprétée par The Ink Spots et sortie en 1939.
If I Didn't Care est le 10e single le plus vendu de tous les temps, avec 19 millions d'exemplaires physiques vendus,,.